# Jagdgeschwader 104
A Jagdgeschwader 104 foi uma unidade da Luftwaffe durante a Segunda Guerra Mundial.

## Geschwaderkommodoren
| Comandante                     | Data                                         |
| ------------------------------ | -------------------------------------------- |
| Major Hans Trübenbach          | 20 de Março de 1943 - 25 de Setembro de 1943 |
| Oberstleutnant Alfred Müller   | 26 de Setembro de 1943 - 26 de Abril de 1944 |
| Oberstleutnant Hans Trübenbach | 27 de Abril de 1944 - 7 de Agosto de 1944    |
| Major Reinhard Seiler          | 8 de Agosto de 1944 - 28 de Abril de 1945    |

## Stab
Foi formado no dia 20 de Março de 1943 em Fürth-Herzogenaurach a partir do Stab/Jagdfliegerschule 4 (JFS 4). Foi dispensado no dia 28 de Abril de 1945.

## I. Gruppe

### Gruppenkommandeure
- Maj Friedrich-Karl Rinow, 20 de Março de 1943 - 27 de Junho de 1943
- Hptm Hermann Hollweg (acting?), 1 de Maio de 1943 - 27 de Junho de 1943
- Maj Karl-Heinz Meyer, 28 de Junho de 1943 - 14 de Abril de 1944
- Hptm Günther Rübell, 15 de Agosto de 1944 - 28 de Abril de 1945

Foi formado no dia 20 de Março de 1943 em Fürth a partir do I./Jagdfliegerschule 4 (JFS 4) com:
- Stab I./JG104 a partir do Stab I./JFS4
- 1./JG104 a partir do 1./JFS4
- 2./JG104 a partir do 2./JFS4
- 3./JG104 a partir do 3./JFS4

O 4./JG104 foi formado no dia 15 de Outubro de 1944 em Deiningen a partir do 1./JG 111.
No dia 15 de Dezembro de 1944 o 2./JG 104 se tornou 4./JG104, e foi reformado a partir do 7./JG104, tendo o antigo 4./JG104 se tornado 5./JG104.

## II. Gruppe

### Gruppenkommandeure
- Maj Rolf Hermichen, 15 de Outubro de 1944 - 10 de Janeiro de 1945
- Maj Friedrich-Karl Rinow, 11 de Janeiro de 1945 - 28 de Abril de 1945

Foi formado no dia 15 de Outubro de 1944 em Roth a partir do I./JG 111 com:
- Stab II./JG104 a partir do Stab I./JG111
- 5./JG104 a partir do 2./JG111
- 6./JG104 a partir do 3./JG111
- 7./JG104 a partir do 4./JG111
- 8./JG104 novo

No dia 15 de Dezembro de 1944 o 5./JG104 se tornou 7./JG 104, e foi reformado a partir do 4./JG104, tendo o antigo 7./JG104 se tornado 2./JG104. o Gruppe foi dispensado no dia 28 de Abril de 1945.